# Mountain View (Misuri)
Mountain View es una ciudad ubicada en el condado de Howell en el estado estadounidense de Misuri. En el Censo de 2010 tenía una población de 2719 habitantes y una densidad poblacional de 280,02 personas por km².

## Geografía
Mountain View se encuentra ubicada en las coordenadas 36°59′37″N 91°42′7″O / 36.99361, -91.70194. Según la Oficina del Censo de los Estados Unidos, Mountain View tiene una superficie total de 9.71 km², de la cual 9.71 km² corresponden a tierra firme y (0%) 0 km² es agua.

## Demografía
Según el censo de 2010, había 2719 personas residiendo en Mountain View. La densidad de población era de 280,02 hab./km². De los 2719 habitantes, Mountain View estaba compuesto por el 97.57% blancos, el 0.07% eran afroamericanos, el 0.51% eran amerindios, el 0.33% eran asiáticos, el 0.04% eran isleños del Pacífico, el 0.29% eran de otras razas y el 1.18% pertenecían a dos o más razas. Del total de la población el 1.84% eran hispanos o latinos de cualquier raza.